# Fava di Fratte Rosa
La fava di Fratte Rosa è una varietà di fava autoctona, coltivata a Fratte Rosa, un paesino della Provincia di Pesaro e Urbino, nelle Marche.

## Descrizione
La fava di Fratte Rosa è una varietà di fava autoctona, coltivata in un particolare tipo di terreno argilloso e ricco di calcare, detto "Lubaco", presente nel territorio frattese. Questa specie marchigiana si mantiene dolce e tenera fino al termine della sua maturazione ed è consumata sia fresca che secca. La Favetta, identifica l'Associazione dei suoi produttori che coltivano, oltre ai territori del comune di Fratte Rosa, anche quelli dei comuni di Barchi, San Lorenzo in Campo, Pergola e Mondavio. La stessa argilla, che arricchisce i terreni, è utilizzata per produrre le terrecotte dette"cocci ".

## Storia
Fratte Rosa sorge tra le valli del Metauro e del Cesano su terreni argillosi denominati"Lubachi ". L'eccessiva presenza di argilla ha favorito la costruzione di"case di terra". Nel tempo, le piante coltivate ed il terreno argilloso hanno portato ad un particolare tipo di fava, derivante da incroci tra favino e fava. Un detto, dice che la fava migliore è quella che viene dai Lubachi. Oggi la fava di Fratte Rosa è stata oggetto di recupero da parte del C.R.A. di Monsampolo del Tronto e restituita agli areali di origine, creando una filiera corta di ordine alimentare e gastronomico che valorizzi la biodiversità orticola. La varietà è stata reperita nella zona riferibile al Comune di Fratte Rosa (PU) arroccato sulla cima di un colle a circa 400 m di altitudine posta a cavaliere tra le medie valli del Cesano e del Metauro, al confine con la provincia di Ancona.

## Cucina
Uno dei piatti tipici della cucina frattese sono i Tacconi: formato di pasta realizzato con una percentuale di farina di fave. Avendo il timore di rimanere senza la farina di grano, ha spinto i contadini verso l’impiego di farine alternative come quella di fava. I tacconi si presentano come piccole strisce di 20-25 cm di lunghezza e 3-4 mm di spessore. Oltre a questo genere di pasta, possiamo trovare un altro piatto tipico, ovvero"Le Fave in Porchetta ".